# 1918年中国
| 中国历史 / 中国历史年表                                                                                                   |
| 世紀： 19世纪中国 / 20世纪中国 / 21世纪中国                                                                               |
| 年代： 1880年代中国 / 1890年代中国 / 1900年代中国 / 1910年代中国 / 1920年代中国 / 1930年代中国 / 1940年代中国             |
| 年份： 1914年中国 / 1915年中国 / 1916年中国 / 1917年中国 / 1918年中国 / 1919年中国 / 1920年中国 / 1921年中国 / 1922年中国 |
| 纪年： 戊午年（马年）、中华民国7年                                                                                        |

## 大事記

### 1月
- 1月1日——廣州軍政府大元帥孫中山發出布告，即勉全國軍民在新的一年中奮發前進，「速圖戡定內亂，回復和平，使法治之效，與並世列強同軌」；華僑學生會在上海成立，舉伍廷芳、楊晟、黃仲涵等為名譽會長，謝碧田為會長[1]:915。

### 2月
- 2月2日——程璧光、伍廷芳、唐紹儀等人邀請孫中山、莫榮新開會於海珠，討論改組軍政府辦法：一、改元帥名稱為政務總裁，設總裁若干人；二、聯合會議之職，權限於軍事範圍，隸屬於合議政府之下[1]:927。

### 3月
- 3月1日——督辦參戰事務段祺瑞任命督辦參戰事務處參謀、機要、軍備、外事各處處長，並聘定各部總長為參贊，設機關於將軍府，督辦參戰事務處正式成立[1]:938。

### 4月
- 4月2日——孫中山特任林森署理軍政府外交總長[1]:950。

### 5月
- 5月1日——張懷芝以湖南軍事失利，電北京政府辭攻湘鄂援軍第二路總司令職，並推薦徐樹錚繼任，5月21日再辭湘贛檢閱使職[1]:958。

### 6月
- 6月1日——陸榮廷自廣西貴縣到南寧，是日通電就任軍政府總裁[1]:967。

### 7月
- 7月1日——張鈁聯合樊鐘秀部民軍起兵陝西雒南，稱陝西靖國軍南路司令，河南省王天縱與張鈁靖國軍會合[1]:975。

### 8月
- 8月2日——北京政府農商總長田文烈、財政總長曹汝霖與中華滙業銀行總理陸宗輿、專理事務柿內常次郎在北京正式簽訂吉黑兩省金礦及森林借款3,000萬日元合同（此係第五次「西原借款」）[1]:984。

### 9月
- 9月1日——許崇智升任援閩粵軍第二軍軍長兼前敵總指揮[1]:992。

### 10月
- 10月2日——軍政府政務會議議決，任命陳炯明為福建省宣撫使兼援閩軍總司令[1]:1003。

### 11月
- 11月1日——北京新國會開會，眾議院討論徐世昌對德宣戰咨請同意案，因國務總理及外交總長不到會，宣告延會，參議院議決致電法、英、美各協約國國會祝賀歐戰勝利[1]:1015。

### 12月
- 12月1日——北京政府參加歐洲和會專使陸徵祥自北京啟程由日本赴歐[1]:1028。